# Hrptena stopalna arterija
Hrptena stopalna arterija (lat. arteria dorsalis pedis) je krvna žila u stopalu, završna grana prednje goljenične arterije (lat. arteria tibialis anterior).
Hrptena stopalna arterija nastavlja se na tijek prednje goljenične arterije u području gležanjskog zgloba, prelazi hrptenom stranom stopala i završava u razini proksimalnog kraja prvog međukoštanog prostora stopala, gdje se podijeli u završne grane lat. arteria plantaris profunda (lat. ramus plantaris profundus) i lat. arteria metatarsea dorsalis (za prvi međukoštani prostor, dok za ostale međukoštane prostore dorzalne metatarzalne arterije polaze od lat. arteria arcuata). U svome tijeku daje ogranke:
- lat. arteria tarsea lateralis
- lat. arteriae tarseae mediales
- lat. arteria arcuata